# 額田巌
額田 巌（ぬかた いわお、1911年9月12日- 1993年11月）は、日本の工学者。包結研究家。学位は工学博士、文学博士。

## 経歴、人物
1911年（明治44年）岡山県生まれ。1935年早稲田大学理工学部を卒業し日本電気に入社。配属先で位相幾何学を知り、岡田幸雄と小泉四郎の指導を受ける。回路接続から「結び」に興味を持つようになり、1940年（昭和15年）頃から結びについて本格的に研究を開始。結びが閉回路である点に着想を得て、結びの表示に円表示を用いる。1945年「格子にて消弧可能なる放電管に依る継電方式の確立」で早大工学博士、1962年「日本における結縛の歴史、民俗学的研究」で東京教育大学文学博士。
また、世界各地の結びについて調査。縄文土器の文様、インカのキープ、沖縄の藁算、中国の如意、韓国のノリゲ、台湾のプユマ族の書簡結び、玉梓、火縄時計、伊勢貞丈の『包結図説』、捕縄術などを取りあげる。アメリカのプエブロ族、アパッチ族、ナヴァホ族、ピマ族、パパゴ族、ポモ族などの結びを調査した際、アメリカ・インディアンは条材の特徴が原因で結びよりも籠づくりを発達させたのではないかという仮説を出す。
研究の過程で、柳田國男、長谷部言人、江馬務、西村朝日太郎、渋沢敬三などの助力を受け、結びの発展序列についての理論をまとめる。1961年（昭和36年）に学位論文の件で和歌森太郎に相談した際、柳田がかねてより額田の研究の重要性を和歌森に話していたことを知る。

### 犯罪捜査
1953年（昭和28年）以降、当時の科学捜査研究所の依頼により、幸浦事件や八海事件などで用いられた結びの鑑定を行なった。三億円事件の際は、犯行に使われた第2カローラと、同時期に盗まれていたブルーバードの紐結びの鑑定を行なった。その結び方が異なるため、ブルーバードを盗んだのも三億円事件の犯人だとすれば、この事件は複数犯であると結論している。
また、『刑事コロンボ』で犯行に使われた結びについても分析をしたことがある。

## 職歴
- 日本電気技師長、工場長、研究所長、副支配人
- 新日本電気取締役
- 日本経営協会常務理事
- 日本経営データセンター代表取締役社長

## 著書
- 『通信用継電器』尚賢堂 1938
- 『電気過渡現象』修教社書院 1940
- 『格子消弧サイラトロン』修教社書院 1944
- 『結び方の研究 歴史と実際』創元社、1951年
- 『決断する人のための経営科学入門』日本経済新聞社 1970
- 『あなたもプログラマになれる ソフトウェア教育の手引』日本経済新聞社 1971
- 『結び』法政大学出版局〈ものと人間の文化史〉、1972年
- 『包み』法政大学出版局〈ものと人間の文化史〉、1977年
- 『日本の結び』講談社 1977
- 『頭のいい包み方・結び方』広済堂ブックス 1978
- 『結び目の謎』中公新書〉、1980年
- 『結びの文化 日本人の知恵と心』東洋経済新報社 1983
- 『垣根』法政大学出版局 ものと人間の文化史 1984
- 『包みの文化 今に生きる技と発想』東洋経済新報社 1985
- 『ひも』法政大学出版局〈ものと人間の文化史〉、1986年
- 『包み結びの歳時記』福武書店 1991
- 『菊と桐 高貴なる紋章の世界』東京美術 1996

### 共著
- 『継電器及継電器回路』杉浦春二共著 修教社 1948
- 『知識産業社会 資料図説』成田寅彦共著 産業能率短期大学出版部 1971

## 論文
- Cinii

## 注
1. ↑  『著作権台帳』
2. ↑  『人物物故大年表』